# 华盛顿街站
华盛顿街站（英語：Washington Street station）是马萨诸塞湾交通局运营的轻轨绿线B支线车站。车站位于联邦大道中央隔离带上，在华盛顿街和联邦大道交汇路口东北角。车站由两座侧式站台组成，为无障碍车站。

## 历史

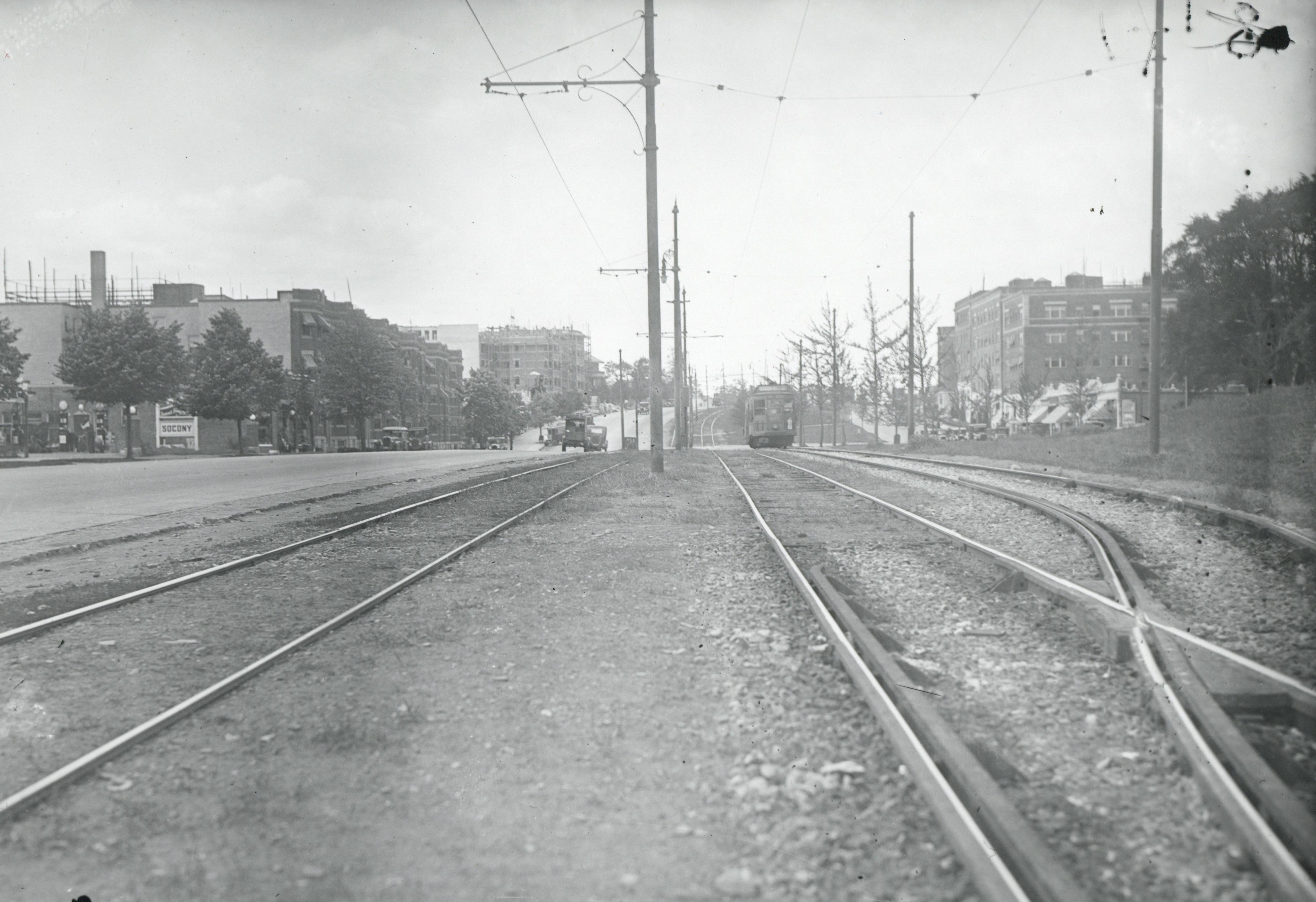
华盛顿街站建成时的铁轨

1926年10月27日至1953年1月23日期间，华盛顿街站东侧轨道设有辅道，偶尔用于短途列车调头。
华盛顿街站是轻轨绿线B支线第五繁忙的路面车站，前四名分别为哈佛大道站、派卡角站、波士顿大学中央站和沃伦街站。车站可换乘公交车65路，客流量大并且繁忙，于是交通局优先将其改造为无障碍车站。2001年至2002年，车站经过稍微改造后，登车站台略微升高，使轮椅登车无障碍。改造工程于2001年11月开始，并于2002年10月竣工。施工短暂延期，致使B支线上同期进行的波士顿大学东站和波士顿大学中央站改造工程也遭受不同程度的延误。施工期间，车站南侧搭建了临时车站供列车停靠。 
华盛顿街站是B支线地表车站中支持无障碍环境的五座车站之一。

## 车站结构
| G 街道/站台层 | 侧式站台，右侧开门 | 侧式站台，右侧开门        |
| G 街道/站台层 | 出城               | 往波士顿学院 （萨瑟兰路） |
| G 街道/站台层 | 入城               | 往公园街 （沃伦街）       |
| G 街道/站台层 | 侧式站台，右侧开门 |                           |

## 公交换乘
波士顿公交：
- 65（英语：List of MBTA bus routes）： 布莱顿中心 - 华盛顿街站 - 布鲁克莱恩村站 - 布鲁克莱恩大道 - 肯莫尔站